# Kabinet-Kraag
Het kabinet-Kraag was een Surinaams kabinet onder leiding van president Johan Kraag. In deze periode was Jules Wijdenbosch (NDP) vicepresident. Het kabinet regeerde van 29 december 1990 tot en met 16 september 1991.
De regering kwam tot stand nadat het militaire gezag op 24 december 1990 bekend had gemaakt de regeermacht met onmiddellijke kracht te hebben overgenomen van de regering-Shankar, ook wel de Telefooncoup genoemd. Op 29 december werden Kraag en Wijdenbosch door de Nationale Assemblee tot nieuwe president en vicepresident gekozen. Enkele dagen later werden Johan Kraag tot president en Jules Wijdenbosch tot vicepresident beëdigd; Ramsewak Shankar en Henck Arron waren toen inmiddels teruggetreden. Uiteindelijk waren er 34 Assembleeleden die de verkiezing van Kraag en Wijdenbosch mogelijk maakten. Verdeeld over de verschillende partijen: NDP (3), PALU (2), Pendawa Lima (4), VHP (13), KTPI (9) en NPS (3).
Op 7 januari 1991 werd de regering-Kraag/Wijdenbosch beëdigd. De belangrijkste taak van de regering was het organiseren van verkiezingen binnen honderdvijftig dagen. Het Front had ervan afgezien ministers voor te dragen en te kennen gegeven de regering alleen maar te zullen gedogen. Dit betekende dat de ministersposten grotendeels in handen waren van afgevaardigden van de NDP. Een uitzondering vormde de portefeuille van Binnenlandse Zaken. Die was toebedeeld aan Hans Breeveld, op dat moment adjunct-secretaris van het congresbestuur van de NPS. Breeveld was voorgedragen door het Militair Gezag en nam op persoonlijke titel zitting in de regering.
In deze kabinetsperiode werden op grote schaal monetaire reserves van de Centrale Bank van Suriname aangesproken om tekorten van de overheid mee op te vullen.
Kraag herbenoemde Bouterse in zijn functie als legerleider, nadat die tijdens kabinet-Shankar ontslag nam.

## Samenstelling
Vicepresident Jules Wijdenbosch was ernaast formeel geen minister van Financiën maar was belast met het ministerie van Financiën. Met deze formulering werd de Grondwet van Suriname (van 1987) omzeild, vanwege de bepaling: "De president en de vicepresident oefenen naast hun ambt geen andere functie uit."
| Ministerie                        | Minister                     | Partij                         |
| --------------------------------- | ---------------------------- | ------------------------------ |
| Vicepresident                     | J.A. Wijdenbosch (1941)      | NDP                            |
| Financiën                         | J.A. Wijdenbosch (1941)      | NDP                            |
| Defensie                          | R.L. Christopher (1956-2007) | NDP                            |
| Economische Zaken                 | Humbert E. Eersel            | NDP                            |
| Volksgezondheid                   | E. Naarendorp                | NDP                            |
| Justitie en Politie               | P. Sjak Shie (1929-2006)     | NDP                            |
| Buitenlandse Zaken                | R.D. Ramlakhan (1956)        | NDP                            |
| Arbeid                            | R.A. Kaiman (?-2013)         |                                |
| Sociale Zaken en Volkshuisvesting | R.A. Kaiman (?-2013)         |                                |
| Binnenlandse Zaken                | J. Breeveld (1950)           | op persoonlijke titel, NPS-lid |
| Regionale Ontwikkeling            | J. Breeveld (1950)           | op persoonlijke titel, NPS-lid |
| Openbare Werken                   | E.W. Boksteen (1948)         | PALU                           |
| Onderwijs en Volksontwikkeling    | P.O. van Mulier              | NDP                            |
| Natuurlijke Hulpbronnen           | E.J. van Varsseveld          |                                |
| Landbouw, Veeteelt en Visserij    | A.L. Zalmijn                 |                                |